# Kármán Tódor Kollégium
A Kármán Tódor Kollégium a Budapesti Műszaki és Gazdaságtudományi Egyetem Gépészmérnöki Karának kollégiuma. 1990-ig Dr. Münnich Ferenc Kollégium néven működött. 1975-től teljes elnevezése Dr. Münnich Ferenc Kiváló Kollégium. Népszerű neve – a férőhelyek száma után – Ezres Kollégium. Az épület a Petőfi-híd budai hídfője közelében, a 11. kerületi Irinyi József utca 1–17. szám alatt található.

## Története
Az ezer férőhelyes kollégiumot 1966. augusztus 20-án adták át, építési költsége akkori árakon 52 millió Ft volt. Alapvetően a Gépészmérnöki Kar hallgatói számára készült, de mellettük megnyitása óta helyt ad néhány más kar kis létszámú csoportjainak is.
Első lakói nem egyetemisták, hanem az 1966-os nyári Atlétikai Európa Bajnokságon részt vett sportújságírók és versenybírók voltak, akiknek az elhelyezését a kollégiumban oldották meg. Eredetileg nagyobb, többszemélyes szobákat terveztek az épületbe, de végül a nemzetközi versenyre tekintettel, kétszemélyesek lettek a szobák.
A diákotthon 1968-ban vette fel Münnich Ferenc nevét. A hideg–meleg vízzel ellátott szobák kétszemélyesek, a legfelső szinten pedig néhány tanári szoba kapott helyet. 1985-ben megépült a kollégiumi tornaterem, később pedig kondicionáló terem is készült. 1975-ben, elsőként a magyar műszaki felsőoktatási intézmények kollégiumai közül, megkapta a „Kiváló Kollégium” címet, majd 1980-ban második, 1985-ben pedig harmadik alkalommal is elnyerte a címet. A rendszerváltást megelőzően a Kollégiumi Bizottság és az állami vezetés szervezésében megtartott szavazás eredményeképpen  1990 februárjában a Műegyetem egykori híres diákja, Kármán Tódor nevét vette fel a kollégium.
Az épület állaga az 1990-es évek végére, 2000-es évek elejére erősen leromlott, ezért 2007-ben felújították.

## Kollégiumi élet
Az 1971–72-es tanévben Gépészmérnöki Kar és a kollégium összefogása alapján megtörtént a szakok szerinti tagozódás és ezzel megnyílt az út a szakkollégiummá válás előtt. A megalakult nyolc kollégiumi szakon szakmai-, tanulmányi-, kulturális- és sportmunka folyt a kollégiumi önkormányzat funkcióját ellátó Kollégiumi Bizottság irányításával. A kollégiumi szakok a különböző évfolyamú, de azonos szakon tanuló, közös szakmai érdeklődésű hallgatók közös szakmai tevékenységét, közösségi munkáját segítették elő. A Gépészmérnöki Karon a hallgatók önképzése a hagyományos Tudományos Diákkörökben (TDK) mellett a kollégiumban megalakult szakmai szakosztályokban (pl. Hegesztési Szakosztály, Számítástechnika Szakosztály) is folyik.
Az 1970-es években a kollégium „Ezres Klub”-jában hétvégén rendszeresen játszott a Nautilus zenekar. 
A szakmai szakosztályok és körök mellett a közös érdeklődés alapján is létrejöttek közösségek. Ilyenek az első éves egyetemisták beilleszkedését segíteni hivatott Senior Gárda, az Old’s Club, a Fotókör,  a Stúdió, a Videó Stúdió, a kollégium külföldi hallgatóit összefogó Barátság Klub vagy a kari hallgatók által szerkesztett havilap, a Gépész KáTé.

## Külső hivatkozások
- A Kármán Tódor Kollégium régi honlapja (ktk.bme.hu, archív)
- A Kármán Tódor Kollégium TTK-HK honlapja Archiválva 2020. augusztus 11-i dátummal a Wayback Machine-ben (ttkhk.bme.hu)
- A Kármán Tódor Kollégium hivatalos honlapja (ktk.bme.hu)